# Asp (cómic)
Para el personaje de Little Orphan Annie "el Asp", vea Little Orphan Annie.
Asp —Áspid en España— (Cleo Nefertiti) es una supervillana  Egipcia que aparece en los cómics estadounidenses publicados por Marvel Comics. El personaje ha sido representado como miembro de la villanía Sociedad Serpiente, así como del grupo BAD Girls, Inc., un grupo de aventuras femeninas.
La egipcia Cleo Nefertiti comenzó su carrera criminal usando el nombre Asp como parte de la Sociedad Serpiente, donde formó una amistad con Mamba Negra y Diamondback. Durante uno de sus primeros trabajos con la Sociedad Serpiente, fue contratada para matar a M.O.D.O.K., pero se encontró con el Capitán América durante el trabajo. Cuando Viper tomó el control de la Sociedad Serpiente de Sidewinder; Asp, Mamba Negra y Bushmaster se negaron a traicionar a su líder. Con la ayuda del Capitán América lograron derrotar a Viper.
Junto con Mamba Negra y Diamondback, Asp se separó de la Sociedad Serpiente y formó BAD Girls, Inc., quienes, aunque no eran héroes absolutos, a menudo ayudaban al Capitán América y a otros a acabar con varios supervillanos. Durante la Guerra Civil de Marvel, BAD Girls, Inc. se puso del lado de las fuerzas del Capitán América. Más tarde regresó a la Sociedad Serpiente.

## Historial de publicaciones
Fue creada por el escritor Mark Gruenwald y el artista Paul Neary, y apareció por primera vez en Captain America # 310, publicado en octubre de 1985.

## Biografía ficticia
Asp, inteligente pero de voz suave, nació en Tanta, Egipto. Fue allí donde se ganó la reputación de bailarina exótica, pudiendo encantar serpientes con sus sensuales movimientos. Su capacidad para generar explosiones de energía que causan parálisis intrigó al líder de la Sociedad Serpiente, Sidewinder, quien la invitó a unirse al grupo.
Dada la tarea de difundir la noticia de una nueva organización criminal a aquellos que estuvieran interesados, llevaron a Asp y su camarada, Cottonmouth, directamente al famoso Kingpin. También participó en la misión de asesinar a M.O.D.O.K., aunque fue derrotada cuando el Capitán América entró en la batalla. Ella no era tan fría como algunos de sus compañeros de equipo, aunque no dudó en ensuciarse y ensuciarse con los mejores. Con la Sociedad Serpiente, robó el cadáver de M.O.D.O.K. de la morgue y se lo entregó a A.I.M. Junto a Anaconda, se enfrentó al Ringmaster por el asesinato de Death Adder.
Asp se hizo amiga de sus compañeras Diamondback y Mamba Negra después de que Viper intentara asumir el liderazgo de la Sociedad Serpiente. Viper capturó y envenenó a Asp, Mamba Negra y Bushmaster porque se negaron a traicionar a Sidewinder. Más tarde fueron rescatados por el Capitán América y Diamondback. Asp participó en la misión de la Sociedad Serpiente de recuperar objetos místicos para Ghaur y Llyra, y luchó contra los X-Men. También tuvo una escaramuza a solas con el Capitán América en el club donde trabajaba como bailarina exótica, cuando él la confrontó sobre el paradero de Diamondback. Con Anaconda y Mamba Negra, ella siguió a Diamondback en su primera cita con Steve Rogers y luchó contra Gamecock.
Cuando la Sociedad Serpiente enjuició a Diamondback, Asp votó a su favor. Cuando Rey Cobra ordenó la muerte de Diamondback, Asp se puso en contacto con Sidewinder para rescatar a Diamondback. Asp y Mamba Negra lucharon contra los otros miembros de la Sociedad Serpiente, pero fueron capturados junto con Paladín y Diamondback por Rey Cobra y Bushmaster. Con la ayuda del Capitán América, los cuatro escaparon y derrotaron a la Sociedad Serpiente.
También luchó brevemente contra Alpha Flight durante los Actos de Venganza mientras huía de la primera Ley de Registro de Superhumanos, donde se reveló que era una mutante. Pronto se unió a Diamondback y Mamba Negra para formar BAD Girls, Inc., adoptando un nuevo disfraz. Después de ser emboscados por Anaconda y capturados por la Sociedad Serpiente, las BAD Girls fueron rescatadas por MODAM. Con otras mujeres criminales disfrazadas, las BAD Girls fueron invitadas a bordo del crucero de Superia y se unieron a sus Femizons. Cuando el Capitán América y Paladín se infiltraron en el crucero en el que residían los Femizons, Asp y Mamba Negra decidieron ayudar a los héroes a escapar de Superia. Asp, Mamba Negra e Impala fueron a una de las ubicaciones de "Bar With No Name" y lucharon contra Battleaxe, Steel Wind y Golddigger. Asp y sus amigos irrumpieron en una antigua sede de la Sociedad Serpiente, lucharon contra Sersi y tomaron un abandonado Platillo Serpiente.
Más tarde se unió a la Sociedad Serpiente una vez más, pero luego se fue para reunirse con las BAD Girls como mercenarias independientes. Se enfrentaron a Cable, Deadpool, Luke Cage y Iron Fist, y finalmente se unieron a El Gato para encontrar el "Objetivo Dominus". Sin embargo, las BAD Girls finalmente descubren que Cable fue quien las contrató.
Asp es uno de los pocos mutantes que retuvo sus poderes después de los eventos del M-Day.
Durante la historia de la Guerra Civil, se reveló que Asp y las otras BAD Girls eran miembros de los "Vengadores Secretos" del Capitán América, oponiéndose abiertamente a la Ley de Registro de Superhumanos. Participó en la batalla final de la "guerra", pero no aceptó la oferta de amnistía que vino con la rendición del Capitán América.
Más tarde, Asp y las otras BAD Girls fueron capturadas por Los Poderosos Vengadores en un centro comercial de la ciudad de Nueva York.
Durante la historia de Dark Reign, Asp se revela como miembro del nuevo equipo de la Iniciativa para el estado de Delaware, las Mujeres Guerreras.
Durante el Asedio, se unió a Norman Osborn en el asalto a Asgard junto a los Vengadores Oscuros y los miembros de la Iniciativa que están de su lado.
Durante la historia de Avengers vs. X-Men, Asp fue vista una vez más como parte de la Sociedad Serpiente, aparentemente habiendo abandonado sus intentos de reforma. El grupo fue rápidamente derrotado por Hope Summers durante un fallido robo a un banco.
Como parte de All-New, All-Different Marvel, Asp aparece como miembro de la Sociedad Serpiente de Viper bajo su nuevo nombre Soluciones Serpiente. Su rayo de veneno mantuvo al Capitán América paralizado mientras él era prisionero de la Sociedad Serpiente.
Más tarde, Asp se unió a varios otros supervillanos mientras asistían a un combate de boxeo en Las Vegas entre América Chávez y su novia Magdalena. El partido fue orquestado por Arcade y terminó cuando la abuela de Estados Unidos apareció y derrotó a los criminales.
Junto con otros miembros de la Sociedad Serpiente, Asp se unió a Constrictor cuando reveló que había robado el libro místico de Iron Fist y había planeado vendérselo al enemigo de Iron Fist, Choshin. Sin el conocimiento de Asp y las otras serpientes, en realidad era el hijo de Constrictor quien se había puesto el disfraz después de la muerte de su padre. Durante una batalla con los samuráis de Iron Fist, Sabretooth y Choshin, Asp fue noqueada de la batalla.

## Poderes y habilidades
Asp tiene la capacidad de generar una forma única de bioelectricidad radiante que puede canalizar como explosiones similares a un rayo. Esta energía no afecta a la materia inanimada, pero al golpear a un ser vivo provoca una rápida parálisis del sistema nervioso similar al efecto de la mordedura neurotóxica de ciertas serpientes venenosas. Su cuerpo genera y almacena constantemente esta energía, pero puede gastarse temporalmente después de disparar varios "rayos venenosos" en rápida sucesión, lo que requiere que se recargue. Asp puede acelerar la velocidad a la que su cuerpo regenera energía al realizar una actividad física que aumenta su frecuencia cardíaca y su metabolismo.
Los "rayos venenosos" de Asp tienen diferentes efectos, dependiendo de la distancia que viajen antes de alcanzar un objetivo y de la cantidad de energía que utilice en un solo rayo. Una explosión con toda su fuerza puede matar instantáneamente a un humano adulto. Sin embargo, normalmente sus rayos paralizan a sus víctimas durante varias horas, pero no causan daños duraderos. También puede liberar ráfagas de menor intensidad que no paralizan instantáneamente a los objetivos, sino que causan retrasos neuronales que resultan en una pérdida de control y coordinación muscular. Sus rayos de energía pueden viajar aproximadamente siete metros antes de disiparse.
Cuando está completamente cargado, el cuerpo del Asp libera bajos niveles de energía en todo momento, haciendo que el contacto físico prolongado con ella sea fatal. Aparentemente, también puede liberar una explosión de energía paralítica a través del contacto físico sin ningún efecto visible.
Asp también es una bailarina consumada con un excelente control muscular.

## Otros personajes llamados Asp
Un ladrón llamado Asp (nombre real Rich Harper) apareció con N'Kantu, la Momia Viviente en la serie Thrillers sobrenaturales. Apareció por primera vez en Supernatural Thrillers # 9, octubre de 1974.

## Otras versiones

### Ultimate Marvel
Asp apareció en Ultimate Universe como miembro del Escuadrón Serpiente de mujeres. Junto con su equipo, luchó contra Los 4 Fantásticos mientras buscaba la Corona Serpiente.

### Marvel Zombies
Una versión zombificada de Asp apareció en el universo de Marvel Zombies como habitante de Deadlands. Ella intenta comerse a Ultimate Thor, pero es asesinada por Rune Thor.

## En otros medios
Asp apareció en el episodio de la serie de televisión anime Marvel Future Avengers, "Mission Black Market Auction", con la voz de Laura Bailey. Es Miembro de BAD Girls, Inc., esta versión se contrata junto con Mamba Negra y Diamondback para proteger un crucero donde se llevará a cabo una subasta ilegal de un arma poderosa. Sin embargo, son derrotadas por Avispa, Viuda Negra y Charade.